# Opicino de Canistris
Opicino de Canistris (Lomello, 26 dicembre 1296 – Avignone, post 1352) è stato uno scrittore, miniatore e calligrafo italiano che ha lavorato anche alla corte papale di Avignone..

## Biografia
Attraverso la sua autobiografia, Opicino de Canistris ci fornisce quasi tutte le informazioni sulla sua vita.
Opicino nacque il 26 dicembre 1296 a Lomello una località vicino a Pavia ma da giovanissimo si trasferì in città e per questo si considerò sempre un cittadino pavese.
All'età di sei anni fu mandato a scuola. Il suo rapporto con gli studi fu sempre difficile perché li trovava impegnativi. A dieci anni fu destinato alla carriera ecclesiastica. Anche in questo caso l'apprendimento gli risultò faticoso, era molto interessato al disegno mentre era annoiato dalla grammatica, dalla logica e dalla musica. La sua vita giovanile fu molto movimentata, dovette lasciare più volte la città a causa dei contrasti interni fra famiglie guelfe, sostenitrici del papa, e ghibelline, a sostegno dell'imperatore; per questa ragione Opicino visse la sua giovinezza tra Pavia, Biella, Bassignana e Lomello. Con la presa definitiva del potere in città da parte dei Beccaria, di fede ghibellina, la famiglia di Opicino, di fede guelfa, fu costretta a spostarsi a Genova, dove egli lavorò come istitutore. Quando la famiglia fu ridotta in miseria, Opicino aggiunse al lavoro di istitutore quello di miniatore di codici.
Nel 1318 ritornò a Pavia dove cominciò la sua carriera ecclesiastica. Gli fu affidata la parrocchia di santa Maria Capella. La sua vita da parroco fu però difficile, condizionata dalla politica interna e dall'interdetto papale posto sulla città qualche anno prima. Nel 1328 la situazione a Pavia diventò talmente difficile da indurlo a trovare rifugio altrove. Nel luglio dello stesso anno lasciò la sua città trasferendosi prima a Tortona, poi ad Alessandria ed  infine a Valenza. All'inizio del 1329 lasciò l'Italia per recarsi alla sede pontificia di Avignone, città che diventò la sua seconda casa. Qui riuscì ad ottenere i favori e la protezione del giurista provenzale Jean Cabassole, e ottenne dal papa il permesso di dedicargli l'opera teologica che stava scrivendo. Quest'opera convinse il pontefice ad affidagli un lavoro nella curia pontificia. Ottenne il posto di scrittore presso la Penitenzieria apostolica, ruolo che ricoprì fino al 1348 o forse fino alla morte. Gli anni passati ad Avignone furono piuttosto travagliati. Ai disturbi psicologici di cui già soffriva si unì, nel 1334, una grave malattia che lo costrinse a lottare per la vita per alcune settimane. La malattia causò un disturbo del linguaggio e una paralisi della mano destra, manifestazioni che perdurarono per molto tempo anche dopo la sua guarigione. Nonostante queste problematiche fisiche continuò il suo lavoro di scrittura e di disegno.
La sua autobiografia si conclude nel 1336. Dopo questo anno continuò comunque a dedicarsi soprattutto ai disegni.
Dato che la parrocchia di santa Maria Capella a Pavia nel 1352 passò ad un'altra persona è presumibile che Opicino morì tra il 1350 e il 1352.

## Opere
Per la maggior parte della sua produzione letteraria conosciamo solo i titoli dei lavori, tramandati da autori successivi, in quanto le opere originali non si sono conservate. I suoi primi lavori furono un Liber metricus de parabolis Christi e un Tractatus de decalogo mandatorum. Nel primo periodo da parroco produsse il Libellus dominice passionis secundum concordatiam quattuor evangelistarum, il Libellus de paupertate Christi, il Libellus metricus de virtutibus Christi e le Lamentationes virginis Marie. Durante il periodo che passò alla corte papale di Avignone compose il Liber de preeminentia spiritualis imperii, il Tractatus dominice orationis e il Breve confessionale de peccatis meis. Nello stesso periodo compose altre due opere teologiche minori cioè il Libellus de septiloquio virginis Marie e il Libellus de promotionibus virginis Marie.
Delle tre opere che si sono conservate due sono di carattere letterario: il Tractatus de preeminentia spiritualis imperii del 1329 e il Liber de laudibus civitatis Ticinensis del 1330. Il primo è un trattato prodotto contro Ludovico il Bavaro che era in lotta con il pontefice. Opicino sostiene che al potere spirituale del papa spetta sempre la sovranità su quello temporale dell'Impero. Il trattato è stato probabilmente prodotto per ottenere un premio da parte del papa dato che non introduce quasi niente di originale. Il Liber de laudibus civitatis Ticinensis è un esempio di lode cittadina basso medievale. L'opera si suddivide in diciotto paragrafi più l'incipit e la datazione topica e cronica. All'interno dei paragrafi si sottolineano tutti gli aspetti che rendono Pavia una città profondamente religiosa. Opicino mette in mostra questi aspetti perché vuole che il papa, leggendo l'opera, rimuova l'interdetto religioso che ancora gravava sulla città.
La terza opera di Opicino che si è conservata è una raccolta di disegni costituita da due parti: 50 disegni su fogli di pergamena; un codice cartaceo di 176 pagine. Si tratta di disegni molto complicati, costruiti con forme geometriche, di carte topografiche e nautiche, calendari, costellazione astrologiche, segni zodiacali ecc. ai quali il de Canistris ha aggiunto piccoli commenti. Quest'opera non è sempre comprensibile in tutte le sue parti perché è personalissima, è la raffigurazione di cosa l'autore pensava e come vedeva il mondo che lo circondava. Opicino si serve di motivi molto diffusi ai suoi tempi, li utilizza per creare un complicato linguaggio figurativo, carico di simboli e giochi di parole. Particolarmente importante è il foglio con la sua autobiografia con quattro autoritratti annessi. Il disegno è composto da diversi cerchi concentrici su cui sono posti gli anni, per ogni anno riporta gli avvenimenti più importanti che gli erano accaduti. Molto particolari sono anche le sue mappe-mondo, basate sulle mappe dei portolani contemporanei che aveva visto a Genova, dove riprende e sviluppa la mappa antropomorfizzata del mar Mediterraneo. Dai suoi disegni Opicino emerge come un individuo brillante, anche se turbato, che visse in tempi difficili e combatté una sua personale battaglia per creare e sostenere il proprio sistema di corrispondenze simboliche in un mondo che diveniva sempre più materialista.

## L'identificazione dell'Anonimo Ticinese
Per quattrocento anni il Liber de laudibus civitatis Ticinensis fu attribuito all'Anonimo Ticinese.
La ricerca dell'Anonimo iniziò nel 1610 quando Domenico Anfossi lo identificava come  auctor incertus, tempore Johannis XXII. Nella seconda metà del XVII secolo padre Innocenzo Chiesa, Girolamo Bossi e il sacerdote G. B. de Gasparis lo identificarono come Aulicus Ticinensis. La definizione permase fino a quando Ludovico Antonio Muratori nel copiare la sua opera cominciò a chiamarlo Anonimo Ticinese. La questione della personalità dell'Anonimo fu ripresa dal prevosto Giovanni Bosisio che lo identificava nella persona del vicario generale di Pavia Giovanni Mangano. Tuttavia questa tesi ha poco fondamento dato che si basa solo sul fatto che il Mangano fosse ad Avignone nel 1327. Ritornando sulla questione Carlo Dell'Acqua cercò di dimostrare che l'Anonimo altri non era che il padre Lanfranco di Pavia, abate di san Salvatore fuori le mura. Costui compare in un documento del 6 aprile 1322 come fautore di Matteo Visconti, ma questo elemento è in aperta contraddizione con lo spirito guelfo da cui è animato l'Anonimo. Nel 1903 nella loro introduzione all'opera gli studiosi Rodolfo Majocchi e Ferruccio Quintavalle affermarono di non avere elementi sufficienti per arrivare ad identificare l'Anonimo, ma ne diedero una descrizione. Gli autori credevano che fosse un ecclesiastico non secolare, ma più probabilmente un monaco che avesse rinunciato alle consuetudini, alla vanità e alla leggerezza del secolo. Nel 1927 monsignor Faustino Gianani attraverso lo studio del Codice Vaticano Palatino Latino 1993 riuscì a identificare l'Anonimo con Opicino de Canistris. Monsignor Gianani constatò che Opicino era ad Avignone nel 1329-1330. Dato che il Tractatus de preeminentia spiritualis imperii riportava l'anno di composizione e la firma di Opicino, non fu difficile per il chierico constatare una certa uniformità di scrittura con il Liber de laudibus civitatis Ticinensis che non era firmato ma riportava l'anno e il luogo di componimento.